# Liste des championnes du monde poids pailles de boxe anglaise
La liste des championnes du monde poids pailles de boxe regroupe les championnes du monde de boxe anglaise de la catégorie des poids pailles reconnues par les organisations suivantes :
- La WBA (World Boxing Association), fondée en 1921 et succédant à la NBA (National Boxing Association) en 1962,
- La WBC (World Boxing Council), fondée en 1963,
- L'IBF (International Boxing Federation), fondée en 1983,
- La WBO (World Boxing Organization), fondée en 1988.

Mise à jour : 1er décembre 2022

## WBA
| Gain du titre   | Perte du titre  | Championne           | Défenses |
| --------------- | --------------- | -------------------- | -------- |
| 8 avril 2004    | 2005            | Vaia Zaganas (en)    | 0        |
| 9 décembre 2006 | 11 avril 2009   | ChoRong Son          | 2        |
| 11 avril 2009   | 23 juillet 2013 | Etsuko Tada (en)     | 9        |
| 23 juillet 2013 | 20 mars 2021    | Anabel Ortiz (en)    | 12       |
| 20 mars 2021    |                 | Seniesa Estrada (en) | 1        |

## WBC
| Gain du titre    | Perte du titre   | Championne          | Défenses |
| ---------------- | ---------------- | ------------------- | -------- |
| 7 novembre 2005  | 27 mai 2007      | Nanako Kikuchi      | 1        |
| 27 mai 2007      | 31 octobre 2009  | Carina Moreno       | 3        |
| 31 octobre 2009  | 8 mai 2011       | Anabel Ortiz (en)   | 1        |
| 8 mai 2011       | 2013             | Naoko Fujioka (en)  | 2        |
| 14 décembre 2013 | 17 mai 2014      | Mari Ando           | 0        |
| 17 mai 2014      | 17 décembre 2017 | Yuko Kuroki         | 5        |
| 17 décembre 2017 | 2018             | Momo Koseki (en)    | 0        |
| 16 juin 2018     |                  | Tina Rupprecht (en) | 4        |

## IBF
| Gain du titre    | Perte du titre  | Championne           | Défenses |
| ---------------- | --------------- | -------------------- | -------- |
| 16 avril 2011    | 2012            | Katia Gutiérrez (en) | 4        |
| 28 novembre 2013 | 10 mai 2014     | Nancy Franco         | 0        |
| 10 mai 2014      | 21 février 2015 | Victoria Argueta     | 1        |
| 21 février 2015  | 2015            | Nancy Franco         | 0        |
| 11 décembre 2015 | 30 janvier 2017 | Etsuko Tada (en)     | 0        |
| 30 janvier 2017  | 2018            | Zongju Cai           | 1        |
| 23 juin 2018     | 4 août 2019     | Joana Pastrana (en)  | 2        |
| 4 août 2019      |                 | Yokasta Valle (en)   | 1        |

## WBO
| Gain du titre     | Perte du titre    | Championne              | Défenses |
| ----------------- | ----------------- | ----------------------- | -------- |
| 2 avril 2010      | 2011              | Teeraporn Pannimit      | 1        |
| 25 avril 2012     | 28 juin 2012      | Teeraporn Pannimit      | 0        |
| 28 juin 2012      | 9 février 2014    | Hong Su-yun (en)        | 2        |
| 9 février 2014    | 2014              | Mako Yamada (en)        | 0        |
| 20 septembre 2014 | 2017              | Kumiko Seeser Ikehara   | 4        |
| 19 mai 2017       | 1er décembre 2018 | Kayoko Ebata            | 1        |
| 1er décembre 2018 | 2019              | Etsuko Tada (en)        | 0        |
| 27 avril 2019     | 2019              | Kasumi Saeki (en)       | 0        |
| 3 décembre 2020   | 23 octobre 2021   | Etsuko Tada             | 0        |
| 23 octobre 2021   |                   | Nguyễn Thị Thu Nhi (en) | 0        |